# Tryphaine
Tryphaine (ou Triphaine, Triphène, Tryphène) est un personnage du récit apocryphe des Actes de Paul et Thècle, qui apparaît dans l'histoire de Thècle, disciple de Paul de Tarse. Par ailleurs, son martyre fait l'objet d'une Passion dont l'origine semble liée à un sanctuaire de Cyzique en Hellespont, sur le lieu où elle versa son sang.
Tryphaine est considérée comme une sainte par certaines[Lesquelles ?] Églises chrétiennes ; elle est fêtée le 31 janvier ou le 9 mai dans le sanctoral du rite de Jérusalem.